# Deborah Lyons
Deborah Lyons   () va ser l'ambaixadora del Canadà a Israel. Abans va ser l'ambaixadora del Canadà a l'Afganistan, a Kabul; va ser la cap de missió de l'ambaixada i l'única dona ambaixadora a Kabul. El 19 de juliol de 2016 va ser nomenada ambaixadora del Canadà a Israel. Va ajudar a donar a conèixer un monument per als guàrdies de la seva ambaixada que van morir durant l'atac a Kabul contra els guàrdies de l'ambaixada canadenca.
El 24 de març de 2020, el secretari general de les Nacions Unides, António Guterres, va nomenar Lyons com a representant especial i cap de la Missió d'Assistència de les Nacions Unides a l'Afganistan (UNAMA), en substitució de Tadamichi Yamamoto.
Lyons va obtenir un B.A. per la Universitat de Nova Brunswick i va completar estudis a l'Escola de Defensa Nacional del Canadà.